# Diorit
Diorit je šedá intermediální hlubinná magmatická hornina obsahující hlavně plagioklas (zejména andezin) a Fe-Mg minerály, nejčastěji amfibol, biotit nebo augit. Jde o intruzivní magmatickou horninu vyznačující se hrubým zrnem a tmavou barvou. Jedná se v podstatě o alternativu andezitové lávy nacházející se ve velkých hloubkách. Je velmi obtížné makroskopicky rozpoznat diorit od gabra, protože diorit často obsahuje uzavřeniny jiných hornin, především potom právě gaber.

## Vlastnosti
Diorit je z geochemického hlediska alkalicko-vápenatá intermediální hornina s obsahem SiO2 přibližně 65 %. Mineralogicky obsahuje asi 50 % Ca-Na živců, z nichž pochází většina z plagioklasové řady.. Dominantním minerálem je andezin, v malém množství se vyskytuje i mikroklín. Asi 5 % objemu může tvořit křemen. Asi čtvrtinu objemu tvoří amfibol a v menší míře tmavá slída biotit. Může obsahovat i minerály skupiny pyroxenu, zvláště augit. Z tmavých minerálů lze zřídka najít i olivín nebo granát. Akcesorickými minerály jsou hlavně zirkon, apatit, magnetit, ilmenit a sulfidické minerály. Diority jsou často šedé, tmavě šedé až šedě-zelené barvy. Zelený odstín je obvykle způsoben chloritizací. Diorit patří mezi přechodné typy vyvřelých hornin, které často prostupují navzájem s horninami podobného složení. Variety chudé na tmavé minerály se označují jako leukodiorit. Pokud je přítomen olivín a na železo bohatý augit, hornina přechází do melanodioritu, který je velmi blízký gabru. Podobně, v případě, že je v hornině zvýšený obsah křemene, lze hovořit o křemenném dioritu. Pokud je křemene více než 20 %, označuje se hornina jako tonalit. Pokud je ve významnějším množství přítomen kromě křemene i ortoklas (draselný živec), hornina se označuje monzodiorit nebo granodiorit.

## Vznik
Vznik dioritu je často spojen s většími intruzemi granitoidů nebo gabra. Diority také vznikají při parciálním tavení mafických hornin nad subdukčními zónami. Často vzniká a tvoří batolity ve vulkanických obloucích, pohořích kordiliérového typu jako jsou například Andy. Jeho výlevná forma je podstatně častější a označuje se jako andezit.

## Použití

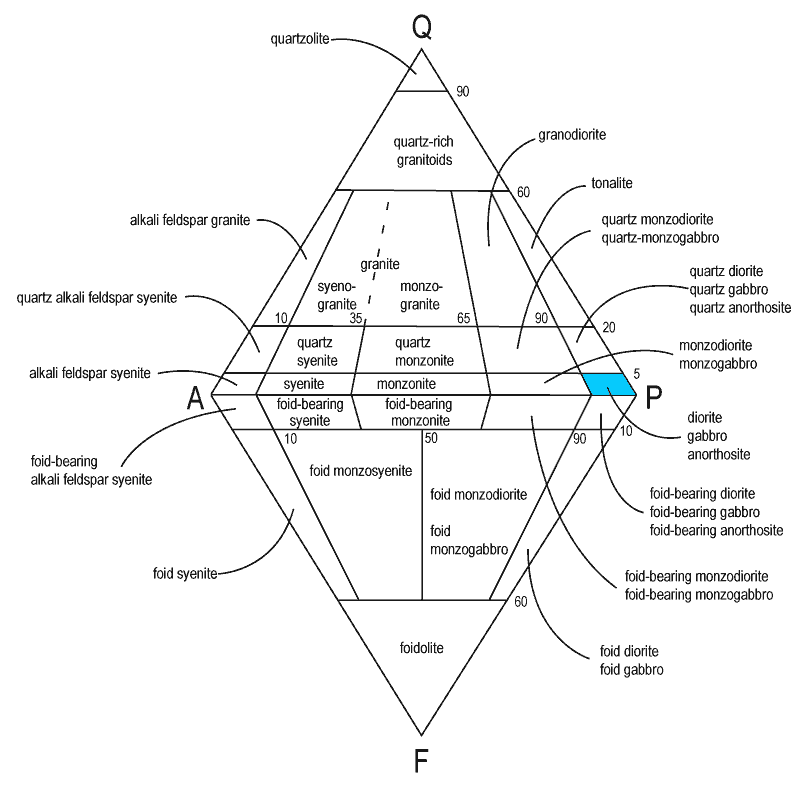
Diorit v diagramu QAPF

Diorit je velmi pevná hornina. Ve starověkém Egyptě byly dioritové nástroje používány k opracování granitu. Diorit se po vyleštění též používal na trvanlivé předměty. Známá je zejména stéla z tmavého dioritu s vytesaným Chammurapiho zákoníkem, která je dnes v pařížském Louvru. Diorit byl k podobným účelům používán po celém Blízkém východě ve starověkém Egyptě, Babylonii, Assýrii a Sumeru. Sargon Akkadský vedl kvůli nalezištím dioritu několik válečných tažení.
Dnes se diorit používá jako stavební a obkladový kámen, pro svou tvrdost a vysokou odolnost. Jako drť je vhodný jako přísada do betonů. Dalším využitím dioritu je hlavně štěrk ve stavbě komunikací.

## Výskyt
Diorit je poměrně vzácný, jeho nejvýznamnější výskyt ve světě je v okolí města Sondrio v Itálii; Durynsku a Sasku v Německu. Vyskytuje se také ve Finsku, Rumunsku, severovýchodním Turecku, středním Švédsku, Skotsku, ostrově Guernsey v průlivu La Manche, pohoří Darrans range na Novém Zélandu a v Andách. V USA se nachází v oblasti Basin and Range Province, ve státech Minnesota a Montana. Na Korsice se vyskytující orbikulární varieta se označuje jako „napoleonit“ nebo „korzit“.
V České republice jsou diority typické ve Slezsku, v dyjském masivu u Znojma, nebo u Nasavrk, Mutěnína a v kdyňském komplexu.
Na Slovensku se diority vyskytují jen v malé míře v Nízkých a Vysokých Tatrách, Malých Karpatech, ve Štiavnických vrších. Také na některých místech ve veporiku a v Spišsko-gemerském rudohoří.

## Externí odkazy

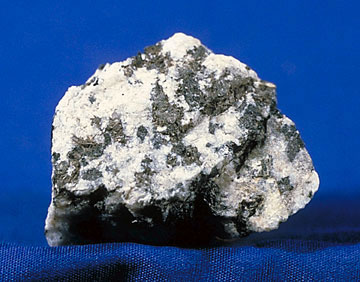
Diorit